# 巨灯心草
巨灯心草（学名：Juncus giganteus）为灯心草科灯心草属的植物，是中国的特有植物。分布在中国大陆的四川省等地，生长于海拔3,200米的地区，常生于山坡路旁以及水沟边，目前尚未由人工引种栽培。
其种加词“Giganteus”意为“巨大的”。